# (35771) 1999 JE6
1999 جاي إي 6 (ويعرف أيضًا باسم (35771) 1999 جاي إي 6 وفق تسمية الكوكب الصغير) (بالإنجليزية: 1999 JE6)‏ هو كويكب ضمن حزام الكويكبات؛ وترتيبه 35771 من حيث الاكتشاف.
اكتُشف هذا الجُرم الفلكي بواسطة Yoshisada Shimizu ‏ في 11 مايو 1999.

## وصلات خارجية
- (35771) 1999 JE6 في قاعدة بيانات مختبر الدفع النفاث لأجرام النظام الشمسي الصغيرة

- الاكتشاف · مخطط المدار ·  العناصر المدارية · المعلمات المادية

- (35771) 1999 JE6 على موقع ويكي سكاي: DSS2, SDSS, GALEX, IRAS, Hydrogen α, X-Ray, Astrophoto, Sky Map, Articles and images